# (100292) Harmandir
(100292) Harmandir es un asteroide perteneciente al cinturón de asteroides, descubierto el 28 de febrero de 1995 por Silvano Casulli desde el Observatorio de Colleverde, Colleverde, Italia.

## Designación y nombre
Designado provisionalmente como 1995 DP2.

## Características orbitales
(100292) Harmandir está situado a una distancia media del Sol de 2,593 ua, pudiendo alejarse hasta 3,045 ua y acercarse hasta 2,141 ua. Su excentricidad es 0,174 y la inclinación orbital 4,714 grados. Emplea 1525 días en completar una órbita alrededor del Sol.

## Características físicas
La magnitud absoluta de (100292) Harmandir es 15,5.